# Señorío de la Casa de Lazcano
El señorío de la Casa de Lazcano es un linaje y título nobiliario español procedente de Lazcano (Guipúzcoa, España), parientes mayores, cabeza del bando oñacino durante las Guerras de bandos y patrones de las iglesias de Lazcano y de las villas de Ataun y Zumárraga. En el siglo XV se convierten en señores de Contrasta, Arana y Corres, en Álava. El xvii señor de la Casa de Lazcano fue Juan Antonio de Arteaga Lazcano y Arteaga Mendiola (1697-1708). 
La grandeza de España es reconocida el 31 de octubre de 1780 por el rey Carlos III de España al xix señor de Lazcano, iii marqués de Valmediano, Joaquín José de Arteaga y Lazcano. Desde entonces, tanto el señorío de Lazcano como el marquesado de Valmediano han estado vinculados a la familia Arteaga, que siempre consideró estos títulos como los principales de su casa, siendo además marqueses de Ariza (G.E.), de Estepa (G.E.), de Guadalest, de la Guardia, de Armunia, de Laula, de Vívola y de Montedevay; condes de la Monclova (G.E.), de Serrallo (G.E.), de Corres, de Santa Eufemia y de Santiago y almirantes de Aragón; y tras la unión de los títulos de Mendoza por sentencia del Tribunal Supremo de 1885 en la persona de Andrés Avelino de Arteaga y Silva: duques del Infantado (G.E.) y de Francavilla (G.E.); marqueses de Santillana (G.E.), de Távara (G.E.) y de Cea; y condes de Saldaña y del Cid.

## Denominación
El título hace referencia a la Casa Solariega de Lazcano, en Guipúzcoa.

## Armas
Escudo de los de Lazcano.

## Descendientes renombrados de la Casa de Lazcano
- Martín López de Murua y Lazcano, tronco de los linajes oñacinos de Lazcano, Amézqueta, Loyola y Ozaeta, en Guipúzcoa, en 1330. Fue el primer jefe conocido del bando de Oñaz en Guipúzcoa y también la primera víctima de aquellas sangrientas luchas en las que tanta parte había de tomar su descendencia.
- Lope García de Lazcano, coronel de los guipuzcoanos en su invasión de Navarra y toma del castillo de Unsar o Ansa, en 1335.
- Amador de Lazcano, que asistió a la batalla del Salado en 1340, acaudillando a los guipuzcoanos, en la que sirvieron de escolta a Alfonso XI. En recompensa el monarca le hizo caballero de la banda y alcaide y gobernador de Cazorla.
- Juan López de Lazcano, que brilló por su bizarría en la corte cuando concurrió al torneo celebrado en Valladolid en 1440, con motivo de la boda del príncipe Enrique de Castilla con Blanca de Navarra, señalándose como uno de los más victoriosos justadores, al dejar muerto en el campo a su contrincante Pedro Porto Carrero. Se cree que Juan López fue el mismo alcaide de Lérida que en 1464 salvó la vida a Juan II de Aragón.
- Juan López de Lazcano, hijo del anterior,[3] que en 1476 dio apellido por Guipúzcoa contra los franceses que le amenazaban, y habiéndosele juntado muchos de la tierra, libró a Fuenterrabía con gran derrota del enemigo, hecho que se conmemoró con este cantar:

"Juan de Lazcano beltzarana
Gipuzkoako kapitana
Francés osteak jakingo dik
Ura Ondarrabiyan zana".

"El moreno Juan de Lazcano
Capitán de Guipúzcoa
Los franceses se acordarán
Que él estuvo en Hondarribia".

- Juan de Lazcano, capitán general de mar y tierra. Sus triunfos y glorias van unidas con las del Gran Capitán en Nápoles y Sicilia. En 1512 era capitán general de la armada preparada en estas costas cantábricas en favor de Enrique VIII de Inglaterra, para la proyectada conquista de Guyena.
- Felipe de Lazcano nació en 1502 y fue bautizado dentro de la ermita de San Adrián, en Aizcorri, siendo sus padrinos los príncipes Felipe el Hermoso (cuyo nombre se le puso) y Juana la Loca, a su paso por Guipúzcoa, viniendo de sus estados de Flandes para los de Castilla. Era coronel de los tercios de Guipúzcoa en la incursión a San Juan de Luz, en 1542.
- Urgel de Lazcano, famoso capitán que se distinguió en 1525 en el sitio y batalla de Pavía.
- Martín de Lazcano, valeroso capitán, uno de los diez gastadores a que se redujeron los 200 asaltantes de la isla de Duiveland, Zelanda, el 28 de septiembre de 1575.
- María de Lazcano (1632-1664), casada con Antonio de Oquendo, almirante general de la Real Armada y Ejército del Mar Océano, uno de los más grandes marinos que ha tenido España.
- Juan Antonio de Arteaga y Lazcano, maestre de Campo en Orán, de donde fue gobernador.
- Joaquín José de Arteaga y Lazcano, xix señor de Lazcano, recibe la Grandeza de España de segunda clase concedida por el rey Carlos III en 1780.
- Ignacio Ciro de Arteaga y Lazcano, xx señor de Lazcano, recibe la Grandeza de España de primera clase concedida por el rey Carlos IV en 1789 en atención a los altos servicios de sus antepasados.
- Andrés Avelino de Arteaga y Silva, xxi señor de Lazcano, general del Ejército y agregado militar en la Rusia imperial.
- Joaquín de Arteaga y Echagüe, xxiii señor de Lazcano, xvii duque del Infantado, diputado y senador, presidente del Consejo de las Reales Órdenes y coronel honorario del Regimiento de las Reales Órdenes.

## Armas
En campo de azur una banda de oro engolada en dragantes de plata acompañada en lo alto de un menguante de plata y en lo bajo de una estrella de seis rayas de oro.
 Libro de Armería Viejo, Navarra ~1550.

Armas de Olaberría.

Armas de Lazcano.

EL municipio guipuzcoano de Olaberría ostenta un escudo de armas inspirado en las de esta casa nobiliaria mostrando en su primer cuartel la estrella y creciente sobre campo de gules. Olaberría y Lazcano en Guipúzcoa son iguales, ya que hasta 1920, Olaberría pertenecía a Lazcano y era un barrio del mismo. Por eso, al separarse, Olaberría conservó el mismo escudo, pero con los colores cambiados.